# Robert Mills Gagné
Robert Mills Gagné (ur. 21 sierpnia 1916, zm. 28 kwietnia 2002) przedstawiciel amerykańskiego nurtu psychologii uczenia się. Najbardziej zasłynął swoją publikacją pt. „Warunki uczenia się”. Podczas II wojny światowej zajmował się treningiem pilotów sił powietrznych i stworzył własną koncepcję procesu dydaktycznego. Następnie opracował cykl prac i badań, które pomogły w kodyfikowaniu tego, co on i wielu innych uważali za „prawidłowo przeprowadzone szkolenie”. Gagné angażował się również w proces wdrażania teorii dydaktyki w celu planowania szkoleń wspomaganych technologiami komputerowymi i multimedialnymi. 

## Dziewięć działań dydaktycznych
Według Roberta Gagne, istnieje dziewięć działań dydaktycznych (ang. Events of Instruction), które determinują skuteczność procesu dydaktycznego i powinny pojawić się podczas każdej lekcji:
- przyciągnięcie uwagi
- poinformowanie ucznia o celach
- przywołanie wcześniej zdobytej wiedzy
- prezentacja nowego materiału
- udzielenie wskazówek ułatwiających przyswojenie wiedzy
- zachęta do zastosowania zdobytej wiedzy w praktyce
- dostarczenie informacji zwrotnych
- zadanie praktyczne na ocenę
- utrwalenie zdobytej wiedzy oraz odniesienie do nowych sytuacji

## Wybrane publikacje w języku angielskim
- Gagné, R. M. (1962). Military training and principles of learning. American Psychologist, 17, ss. 263-276.
- Gagne, R. M. (1962). The Acquisition of Knowledge. Psychological Review, 69, ss. 355-365.
- Gagne, R. M. (1963). Learning and proficiency in mathematics. Mathematics Teacher, 56(8), ss. 620-626.
- Gagne, R. M. (1963). The learning requirements for enquiry. Journal of Research in Science Teaching, 1, ss. 144-153.
- Gagné, R. M. (1966). The conditions of learning (1st ed.). New York: Holt, Rinehart, & Winston.
- Gagné, R. M. (1968). Learning Hierarchies. Educational Psychologist. American Psychological Association.
- Gagné, R. M. (1972). Domains of Learning. Interchange. 3, ss. 1-8.
- Gagné, R.M., & White, R.T. (1978). Memory Structures and learning outcomes. Review of Educational Research, 48, ss. 187-222.
- Gagne, R. M. (1983). Some issues in the psychology of mathematics instruction. Journal for Research in Mathematics Education, 14(1), ss. 7-18.
- Gagne, R.M., and Dick, W. (1983). Instructional Psychology. In M. Rosenzweig & l. Porter (Eds.), Annual Review of Psychology. Palo Alto, CA: Annual Reviews.
- Gagné, R. M. (1985). The conditions of learning and Theory of Instruction (4th ed). New York: Holt, Rhinehart & Winston.
- Gagné, R. M. (1987). Instructional Technology Foundations. Hillsdale, NJ: Lawrence Erlbaum Assoc.
- Gagné, R. M. (1987). The Idea of Schema. AECT paper. ERIC clearinghouse.
- Gagné, R. M, Leslie J. Briggs, and Walter W. Wager. (1992). Principles of Instructional Design. 4th ed. Fort Worth:Harcourt Brace Jovanovich College Publishers.
- Gagné, R. M. (1996). Learning processes and instruction. Training Research Journal. 1(1), ss. 17-28.
- Gagné, R. M. with Karen Medsker. (1996). The conditions of learning: Training Applications. Fort Worth, TX: Harcourt Brace College Publishers.